# Viaje al Centro de la Tierra
Albums de Diego Gutiérrez
Piloto automático
(2019)
Viaje al Centro de la Tierra est le quatrième album studio de l'auteur-compositeur-interprète cubain Diego Gutiérrez. Les chansons qui le composent sont des textes de poètes et écrivains originaires du centre du Cuba, mis en musique par Diego Gutiérrez. L'album se caractérise par la variété générique qui caractérise la production de cet auteur-compositeur-interprète soulignant ses sonorités pop rock, pop latin, folk, et musique cubaine.

## Production
Pour l'enregistrement de cet album, Diego Gutiérrez a fait appel au guitariste Emilio Martiní pour les arrangements et la production musicale partagée. L'album a été enregistré dans les studios du label PM Records, à La Havane, aux côtés d'instrumentistes notoires cubains et étrangers.
Les chansons qui le composent sont des poèmes connus d'écrivains cubains, convertis pendant de longues années en des chansons partagées avec Gutiérrez. Le titre de l'album est aussi un hommage à l'œuvre de Jules Verne. Cet album a officiellement été présenté à Cuba lors d'un concert à la Casa de las Américas en janvier 2022.

## Liste de chansons
Toutes les musiques des chansons ont été écrites par Diego Gutiérrez.
| No  | Titre                                           | Durée |
| --- | ----------------------------------------------- | ----- |
| 1.  | ...tres...cuatro                                | 0:32  |
| 2.  | Son de la nada                                  | 4:27  |
| 3.  | Memorias                                        | 3:09  |
| 4.  | Casi alondra                                    | 3:35  |
| 5.  | Sin final feliz                                 | 3:57  |
| 6.  | A many splendored thing                         | 3:39  |
| 7.  | Carta de Penélope a Odiseo                      | 4:06  |
| 8.  | Definición del cariño                           | 3:41  |
| 9.  | Circo                                           | 4:12  |
| 10. | Pasa flotando en las aguas la casa de la muerte | 5:02  |
| 11. | El maniquí                                      | 3:57  |
| 12. | Cincuenta por ciento                            | 6:39  |

## Crédits
- Musique et voix sur toutes les chansons : Diego Gutiérrez
- Production musicale : Emilio Martiní, Diego Gutiérrez
- Arrangements : Emilio Martiní
- Guitare électrique et guitare acoustique : Emilio Martiní
- Programmation, piano Rhodes, claviers et mélodica : Emilio Martiní
- Guitare acoustique : Diego Gutiérrez (pistes 6, 10, 11)
- Guitare basse et contrebasse : Lázaro « El Fino » Rivero
- Batterie, percussions, congas, darbouka, bongo, maracas, güiro : Yosvany « Le Pipi » Betancourt
- Saxophone ténor et saxophone grand : Mariet Melgarejo (pistes 1, 7)
- Voix et chœurs : Merlin Lorenzo
- Chœurs : Emilio Martiní, Diego Gutiérrez
- Sample de Love is a Many Splendored Yhing d'Andy Williams (sur la piste 5)
- Invités spéciaux:
  - Ernán López-Nussa : piano acoustique sur Circo
  - Yaroldy Abreu : shaker, claviers, etc.
  - Sergio Bienzobas (Espagne) : saxophone baryton, grand et soprano sur A Many Splendored Thing et Definición del cariño; accordéon sur Casi alondra
  - Pablo Cruz Plaisir : saxophone soprano sur Carta de Penélope a Odiseo
  - Rose García : piano acoustique sur Cincuenta por ciento
  - Mayquel Gonzälez: Trompeta sur Son de la nada et Memorias
  - Yissy García: Batterie sur Carta de Pénélope a Odiseo et Définition du cariño
  - Ruly Herrera : Batterie sur Des Memorias et A Many Splendored Thing
- Production exécutive : Ingrid Elisabeth Gilart
- Enregistrement : Ing. Merlin Lorenzo
- Mixage audio : Merlin Lorenzo et Emilio Martiní
- Mastering : Ing. Orestes Águila
- Création : Juan Carlos Vîera